# Gustav Gross
Gustav Gross, též Gustav Groß (12. června 1856 Liberec – 23. února 1935 Vídeň), byl rakouský a český vysokoškolský pedagog, národohospodář a politik německé národnosti z Moravy, na konci 19. a počátku 20. století poslanec Moravského zemského sněmu a Říšské rady, od roku 1905 předseda spolku Deutscher Schulverein.

## Biografie
Jeho otcem byl Gustav Robert Groß (1823–1890), železniční odborník, manažer a politik. Gustav Gross vychodil národní školu a gymnázium. Vystudoval národohospodářství na Vídeňské univerzitě a Berlínské univerzitě. Roku 1878 získal titul doktora práv. V letech 1877–1881 byl státním úředníkem v Dolních Rakousích. Působil jako vysokoškolský pedagog a člen zkušební komise v oboru státní vědy. Od roku 1885 byl privátním docentem v oboru národohospodářství na Vídeňské univerzitě a roku 1896 zde byl jmenován mimořádným profesorem. Angažoval se i veřejně. Od roku 1885 (uváděno též od roku 1880) byl členem vedení spolku Deutscher Schulverein, zaměřeného na podporu německého školství, zejména v národnostně smíšených regionech Předlitavska. Později se přestěhoval do Jihlavy, kde pak soustředil i své politické aktivity.
Zasedal jako poslanec Moravského zemského sněmu. V zemských volbách roku 1902 sem byl zvolen za kurii městskou, obvod Jihlava. Mandát na sněmu získal i ve volbách roku 1906, opět za týž obvod.
Na konci 19. století se zapojil i do celostátní politiky. 3. prosince 1889 nastoupil po doplňovací volbě místo Eduarda Sturma do Říšské rady (celostátní zákonodárný sbor) za kurii městskou, obvod Jihlava, Třebíč. Opětovně byl zvolen za týž obvod i v řádných volbách do Říšské rady roku 1891, volbách do Říšské rady roku 1897 a volbách do Říšské rady roku 1901. Uspěl i ve volbách do Říšské rady roku 1907, konaných poprvé podle všeobecného a rovného volebního práva. Byl zvolen za německý obvod Morava 4. Za týž obvod byl zvolen i ve volbách do Říšské rady roku 1911. Ve vídeňském parlamentu setrval až do zániku monarchie. K roku 1911 se uvádí jako univerzitní profesor. V letech 1917–1918 byl předsedou Poslanecké sněmovny Říšské rady. Byl posledním předsedou tohoto zákonodárného sboru před rozpadem Rakouska-Uherska.
Politicky patřil mezi německé liberály a byl jedním z jejich hlavních osobností na Moravě. Na Říšské radě se roku 1889 připojil ke klubu Sjednocené německé levice, do kterého se spojilo několik ústavověrných proudů. I ve volbách roku 1891 byl na Říšskou radu zvolen za klub Sjednocené německé levice. Ve volbách roku 1897 byl zvolen do parlamentu jako kandidát Německé pokrokové strany. Po volbách roku 1907 usedl do poslaneckého klubu Německý národní svaz (širší parlamentní platforma německorakouských nesocialistických politických stran, včetně Německé pokrokové strany). Roku 1911 se Gross stal předsedou Německého národního svazu. Opět se k poslanecké frakci Německý národní svaz připojil i po volbách roku 1911.
Po válce zasedal v letech 1918–1919 jako poslanec Provizorního národního shromáždění Německého Rakouska (Provisorische Nationalversammlung).
Když v roce 1905 zemřel Victor Kraus, nahradil ho Gustav Gross ve funkci předsedy spolku Deutscher Schulverein. V roce 1925 se stal předsedou spolku Deutscher Schulverein Südmark, který vznikl coby nástupnická organizace původního Deutscher Schulverein v poválečném Rakousku. V této funkci setrval až do své rezignace roku 1932.
Zemřel v únoru 1935 na zápal plic.